# نادي جنين
نادي جنين الرياضي نادي كرة قدم فلسطيني، يعد من أعرق الأندية الفلسطينية، تأسس في مدينة جنين عام 1940. ويلعب الآن بالدوري الفلسطيني الممتاز.

## نبذة تاريخية
تأسس النادي منذ العام1940. ولقد تراس النادي منذ العام 1973 حتى العام 1982 ذياب الخطيب الذي هو رئيس الاتحاد الفلسطيني لكره القدم حاليا. ان نادي جنين نادي تاريخي وعريق وهو من أهم الانديه الفلسطينية على الساحة الفلسطينية حيث ان مسيرته الرياضية كانت مشرفه وحافله في الانتصارات التي حققها على كافه المستوايات الرياضية والثقافيه والاجتماعيه وكان ولا يزال من الانديه المنافسة في الساحات اللبنانية ومثلا يحدى به بالأخلاق وكان لهذا النادي الشرف الكبير بان يحرز بطوله الدوري الفلسطيني عام 1981 في كره القدم وكان أيضا لهذا النادي الشرف بانه يمثل فلسطين في المحافل الدولية في عده العاب رياضيه وخاصه كره القدم. للنادي الشرف في تقديم اربع شهداء على طريق الحرية والاستقلال. ففي عام 1982 تم تدمير النادي من قبل إسرائيل ابان الاجتياح للبنان. وبعد الانسحاب الإسرائيلي من لبنان تم اعاده تشكيل الفرق الرياضية من اجل الاستنهاض بالنادي من جديد لاستكمال مسيرته الرياضية، وفي عام 1997 برئاسه يونس عوض.
لقد تم اعاده بناء النادي والملعب على أعلى المستويات الرياضية ولقد تم ذلك بفضل وجهود الاخ العميد أبو رياض أمير سر الساحة البنانيه والذي نثمن موافقته الداعمه الدؤوبه للنادي ولكافه الانديه الرياضية في الساحة.
والنادي الآن عاد من أهم الانديه الفلسطينية على اللبنانية والنادي يضم عده فرق من كافه المجالات الرياضة والثقافيه ومن جميع الفئات العمريه حتى بات النادي أحد أهم ركائز العمل الرياضي في الساحة اللبنانية

## أعضاء مجلس الإدارة
- جلال المهدي (رئيس النادي)
- فايز فارس السعدي
- علاء الدين تيسير السعدي
- نافع حسني جلاد (ناطق اعلامي)
- محمد أبو الهيجا (مشرف رياضي)
- اشرف لحلوح (امين الصندوق)
- منتصر عتيق
- محمد زيدان
- أيمن أبو الطحنات

## انجازات النادي
- بطولة المصارعة الرومانية في مقاطعة سان سان دوني الفرنسية.

## الاتحادات الرياضية المنتسب لها النادي
- اتحاد كرة القدم الدولي
- اتحاد كرة الطائرة
- اتحاد كرة السلة
- اتحاد كرة السباحة
- اتحاد المصارعة الرومانية
- اتحاد المعاقين.

## البطولات المحلية
- الدوري الفلسطيني الممتاز
- بطولات الكرة الطائرة الممتازة
- الدوري والكأس فريق كرة السلة درجة أولى
- بطولات السباحة.

## البطولات الخارجية
- فريق السباحة مع منتخب فلسطين في ألمانيا.
- مباراة مع فريق الوحدات (كرة قدم) ومع فرق داخل الخط الأخضر، ومع فريق كرة الطائرة شارك في بطولات عربية في العراق إضافة إلى المشاركة في بطولة السباحة في ألمانيا عام 2000م

## المهام والأهداف
- الاهتمام بفئة الشباب وتنمية مهاراتهم وتوعيتهم.
- الاهتمام بالنشاطات الاجتماعية والثقافية.
- تشكيل الفرق الرياضية والكشفية.
- تأطير الفئات الشابة في العمل الوطني الفلسطيني.
- الاهتمام بقطاع المعاقين وتجهيز غرف لهم في النادي.